# Седермальм (район)
Седермальм (швед. Södermalm) — міський район у центрі Стокгольма, Швеція. 
У районі Седермальм проживає близько 110 000 осіб, що робить його найнаселенішим районом Стокгольма. 

## Огляд
Седермальм був створений 1 січня 2007 року в результаті злиття районів Марія-Гамла-Стан і Катарина-Софія. 
Він охоплює острів Седермальм і деякі сусідні райони. 
Два колишніх райони складали східну та західну половини острова Седермальм. 
Марія-Гамла-Стан було створено через попереднє злиття між початковим районом з такою ж назвою та колишнім районом Горнстул в 1999 році. 
Марія-Гамла-Стан також включав острівні райони Гамла-Стан, Лонггольмен, Реймерсгольме, Ріддаргольмен та Орста-Гольмар; Катаріна-Софія мала у своєму складі район Седра-Гаммарбюхамненна на південь від Седермальма. Усі ці райони тепер є частиною нового району Седермальм. 

## Галерея

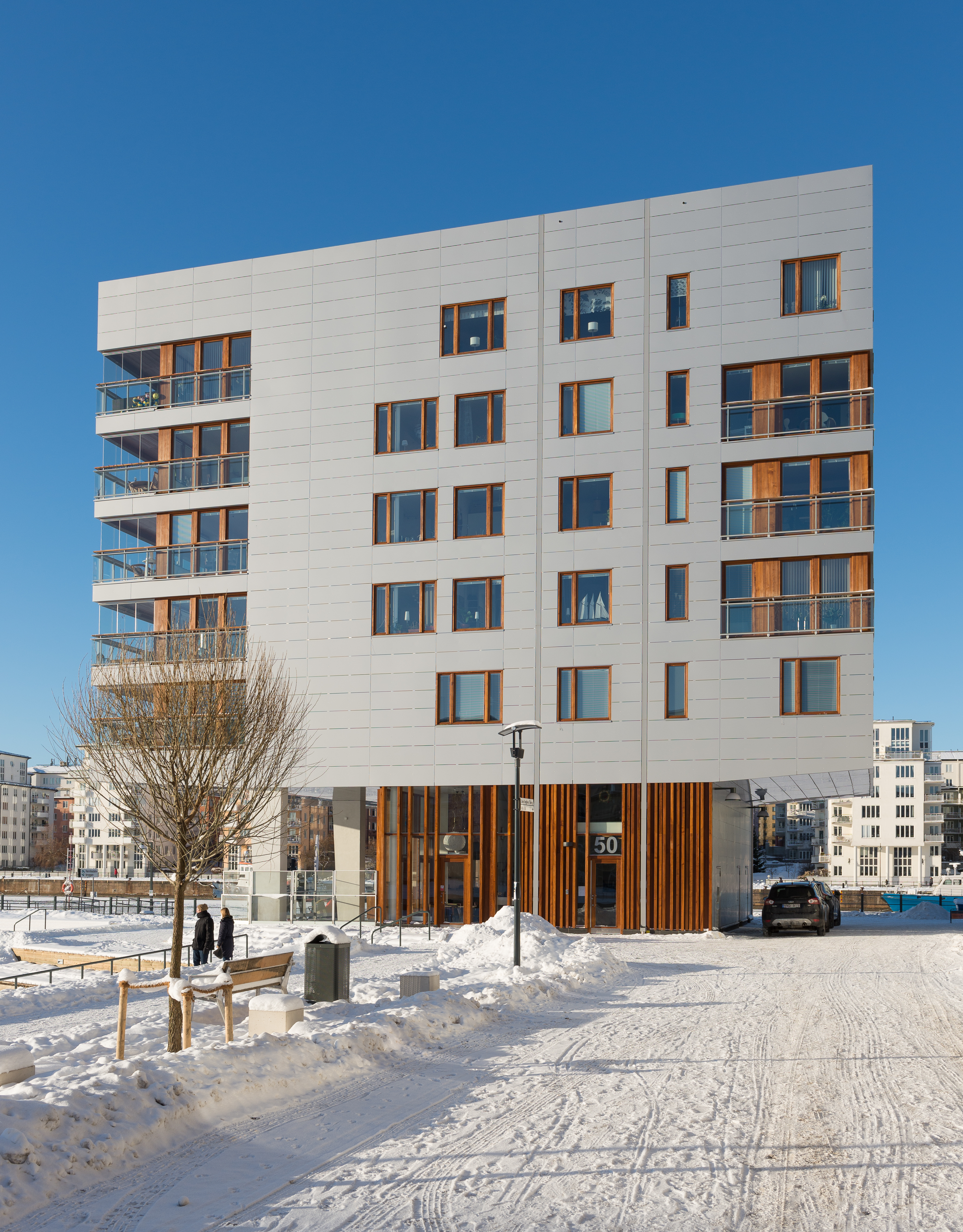
Сучасна будівля у Гаммарбю-Сьйостад[en]
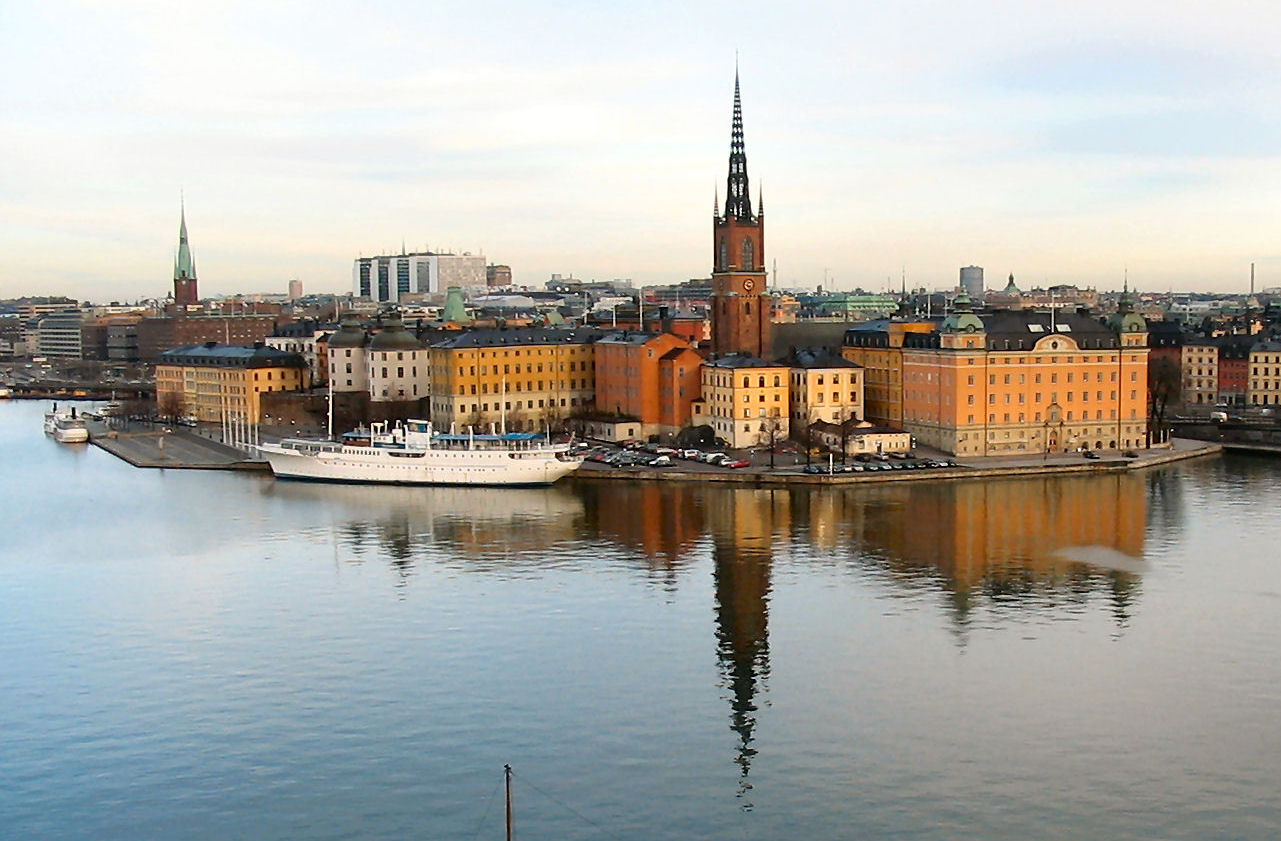
Ріддаргольмен
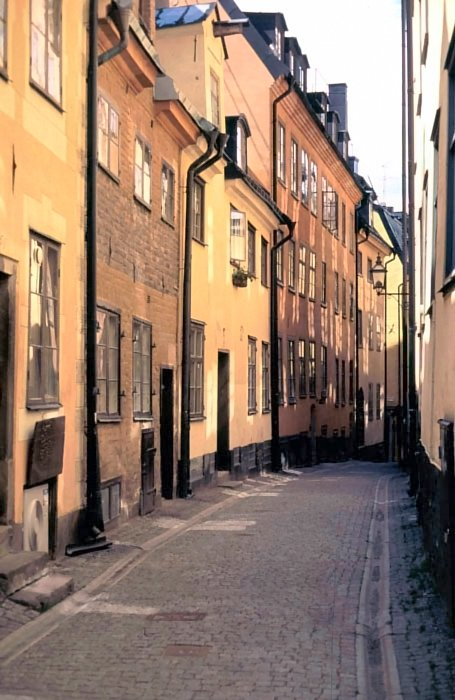
Вулиця у Старому місті
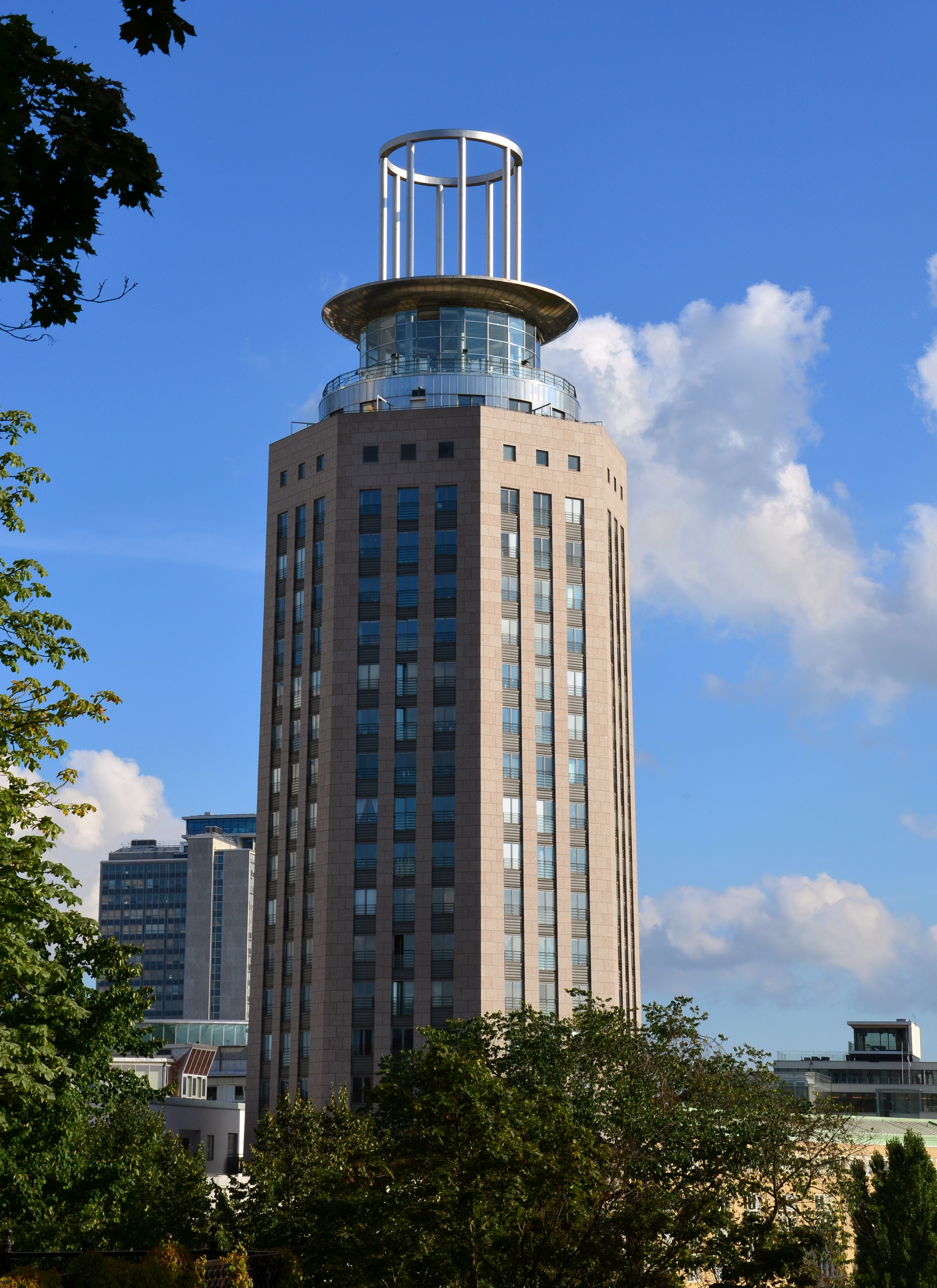
Південна вежа, що прилягає до Медборгарплацен у центрі Седермальма